# Ledečko
Ledečko (německy Ledetschko) je obec v okrese Kutná Hora ve kraj Středočeském kraji. Leží asi pět kilometrů jihovýchodně od města Sázava, přibližně jeden kilometr západně od městyse Rataje nad Sázavou. Obcí protéká řeka Sázava. Žije zde 237 obyvatel.

## Historie
První písemná zmínka o obci pochází z roku 1291.

## Obyvatelstvo
| Rok            | 1869 | 1880 | 1890 | 1900 | 1910 | 1921 | 1930 | 1950 | 1961 | 1970 | 1980 | 1991 | 2001 | 2011 | 2021 |
| -------------- | ---- | ---- | ---- | ---- | ---- | ---- | ---- | ---- | ---- | ---- | ---- | ---- | ---- | ---- | ---- |
| Počet obyvatel | 314  | 317  | 343  | 397  | 317  | 319  | 284  | 308  | 341  | 271  | 181  | 141  | 144  | 177  | 219  |
| Počet domů     | 39   | 44   | 50   | 55   | 51   | 54   | 77   | 132  | 102  | 87   | 62   | 51   | 117  | 128  | 150  |

## Obecní správa

### Územněsprávní začlenění
Dějiny územněsprávního začleňování zahrnují období od roku 1850 do současnosti. V chronologickém přehledu je uvedena územně administrativní příslušnost obce (osady) v roce, kdy ke změně došlo:
- 1850 země česká, kraj Pardubice, politický okres Kolín, soudní okres Uhlířské Janovice, městys Rataje nad Sázavou[6]
- 1855 země česká, kraj Čáslav, soudní okres Uhlířské Janovice, městys Rataje nad Sázavou
- 1868 země česká, politický okres Kutná Hora, soudní okres Uhlířské Janovice, městys Rataje nad Sázavou
- 1939 země česká, Oberlandrat Kolín, politický okres Kutná Hora, soudní okres Uhlířské Janovice, městys Rataje nad Sázavou[7]
- 1942 země česká, Oberlandrat Praha, politický okres Kutná Hora, soudní okres Uhlířské Janovice, městys Rataje nad Sázavou[8]
- 1945 země česká, správní okres Kutná Hora, soudní okres Uhlířské Janovice, městys Rataje nad Sázavou[9]
- 1949 Pražský kraj, okres Kutná Hora, městys Rataje nad Sázavou[10]
- 1950 Pražský kraj, okres Kutná Hora[11]
- 1960 Středočeský kraj, okres Kutná Hora
- 2003 Středočeský kraj, obec s rozšířenou působností Kutná Hora

### Části obce
- Ledečko
- Vraník

### Obecní symboly
Znak a vlajka byly obci uděleny rozhodnutím předsedy Poslanecké sněmovny Parlamentu České republiky dne 6. ledna 2021.

## Doprava
Dopravní síť
- Do obce vede silnice III. třídy. V železniční stanici Ledečko, ležící na levém břehu Sázavy, se stýkají jednokolejné regionální železniční tratě Kolín - Ledečko a Čerčany - Světlá nad Sázavou, původně postavené jako součást téhož projektu (doprava zahájena v letech 1900 resp. 1901):

- Železniční trať Kolín - Uhlířské Janovice - Ledečko
- Železniční trať Čerčany - Ledečko - Kácov - Světlá nad Sázavou.

Veřejná doprava (k roku 2011)
V obci zastavovala autobusová linka Zruč n.Sázavou-Čestín-Kácov-Rataje n.Sázavou-Sázava (v pracovní dny 2 spoje) (dopravce Veolia Transport Východní Čechy, a.s.).
Odbočnou železniční stanicí Ledečko jezdilo po trati do Kolína v pracovní dny 8 párů osobních vlaků, o víkendu 7 párů osobních vlaků, po trati z Čerčan do Světlé v pracovní dny 14 párů osobních vlaků, o víkendu 10 párů osobních vlaků.
Autobusová zastávka (2022)
- Poblíž kapličky v Ledečku byla nově vybudována autobusová zastávka s přístřeškem a informační tabulí.

## Pamětihodnosti
- Kaple svaté Anny

## Turistika
Obec Ledečko je svojí polohou v údolí řeky Sázavy oblíbeným cílem vodáků. V centru obce se nachází kemp který se každou sezónu stává oblíbeným místem vodáků.

## Sport
Na levém břehu řeky Sázavy, cca 400m od centra obce proti proudu řeky je dětské hřiště, molo a nohejbalové hřište kde se každým rokem koná nohejbalová soutěž nazývaná "Ledečko cup"

## V populární kultuře
Do okolí Ledečka je zasazena česká hra Kingdom Come: Deliverance, odehrávající se na začátku 15. stol.

## Galerie

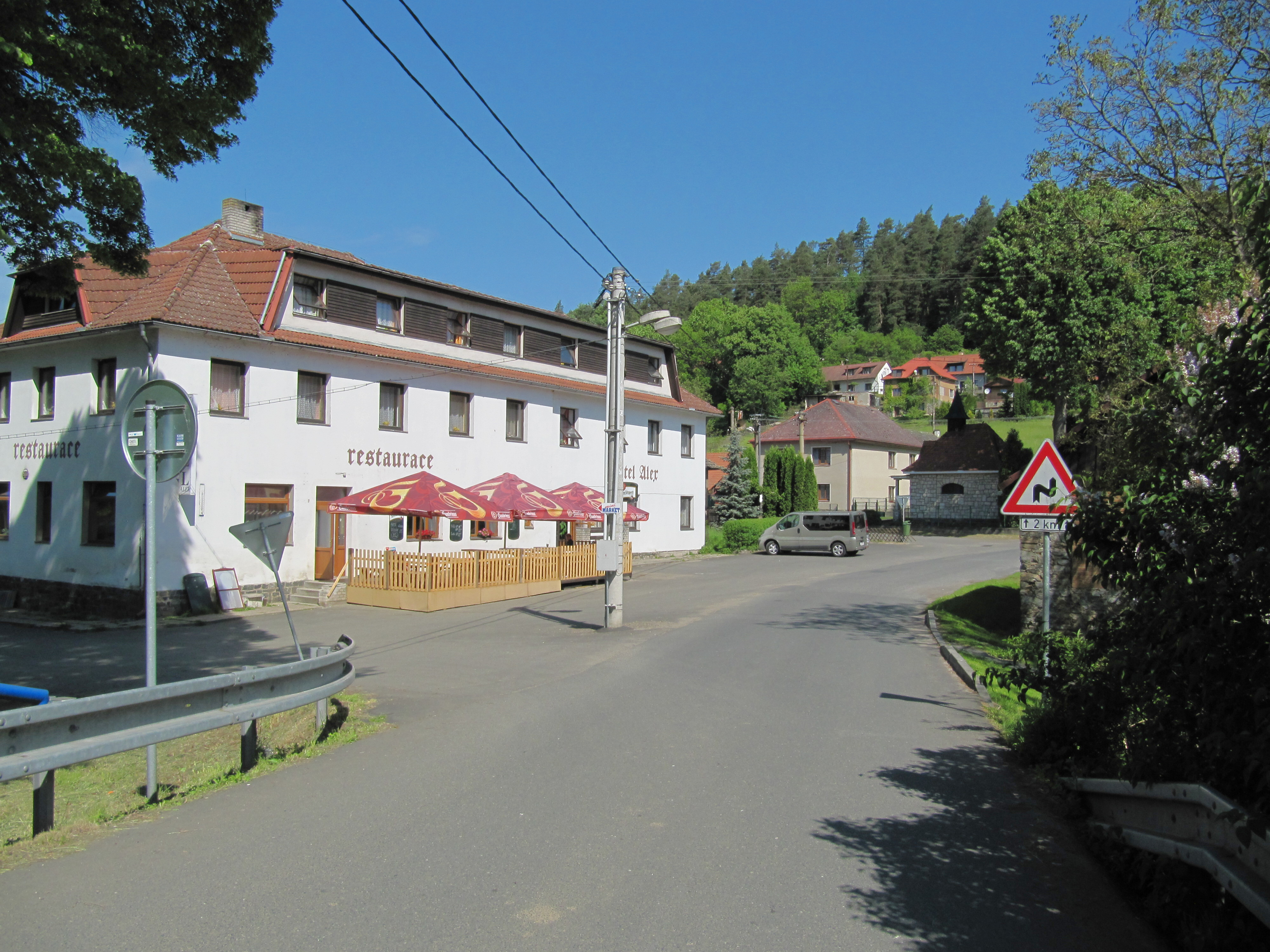
Hotel Alex
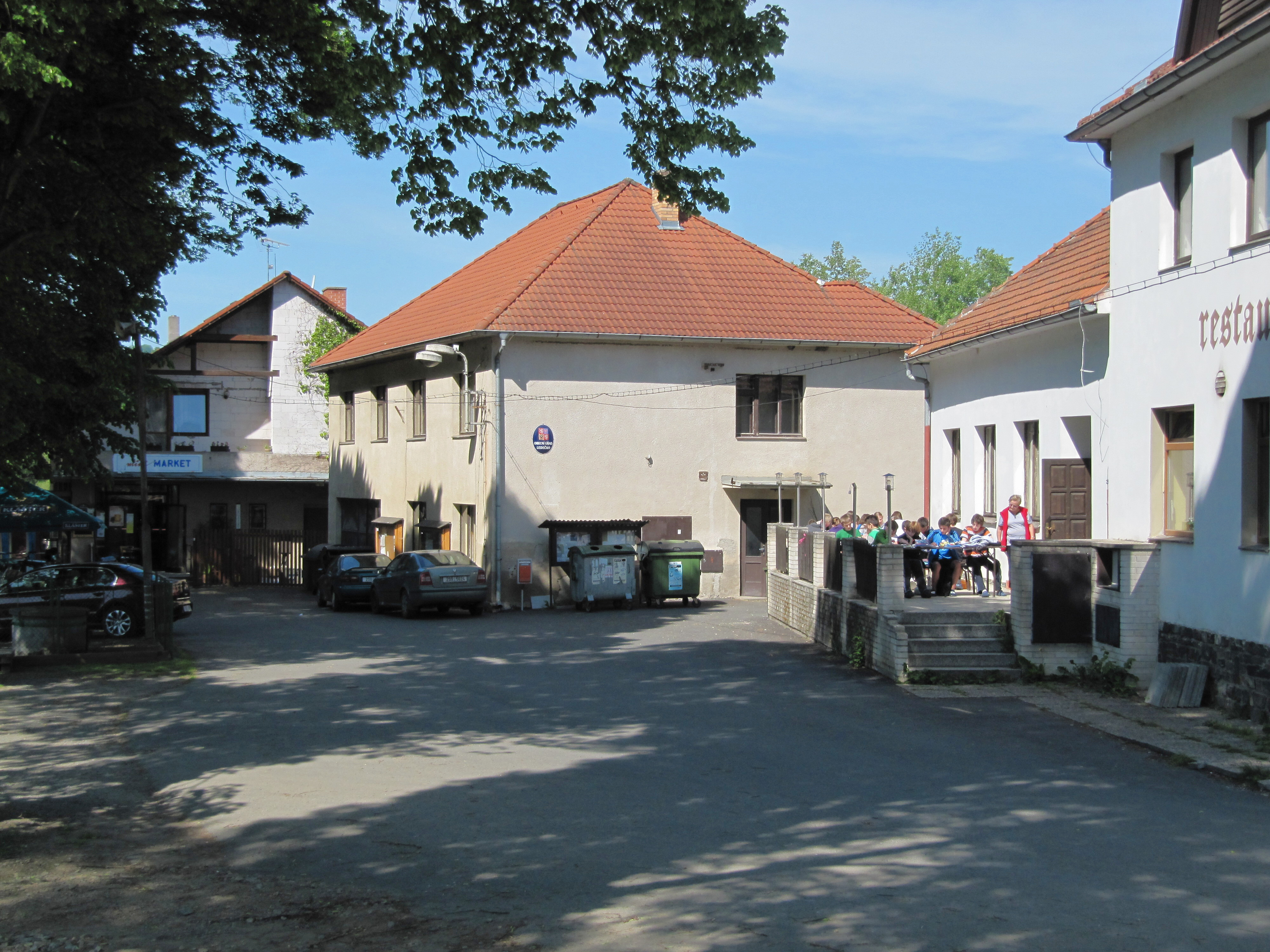
Obecní úřad
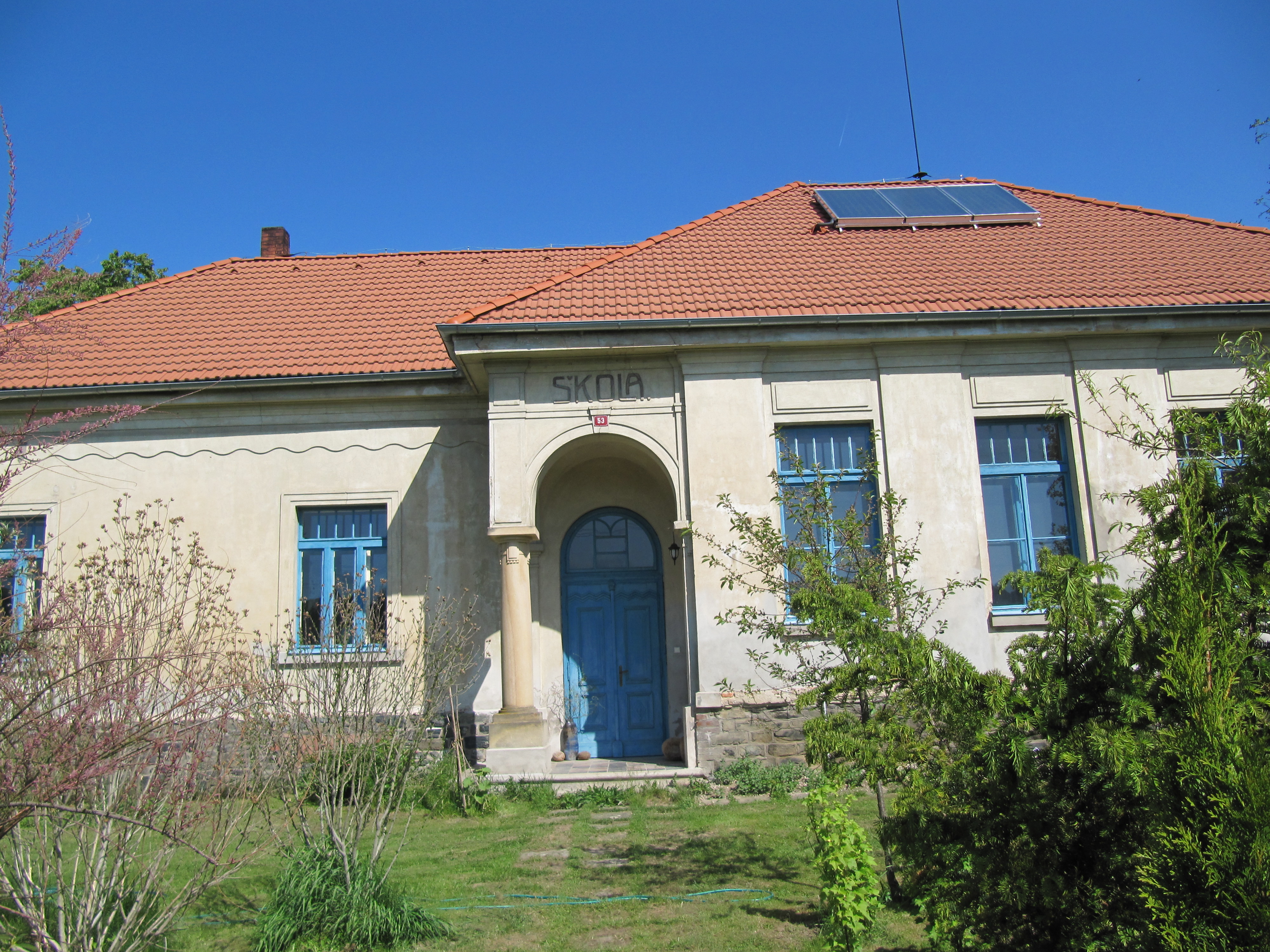
Bývalá škola
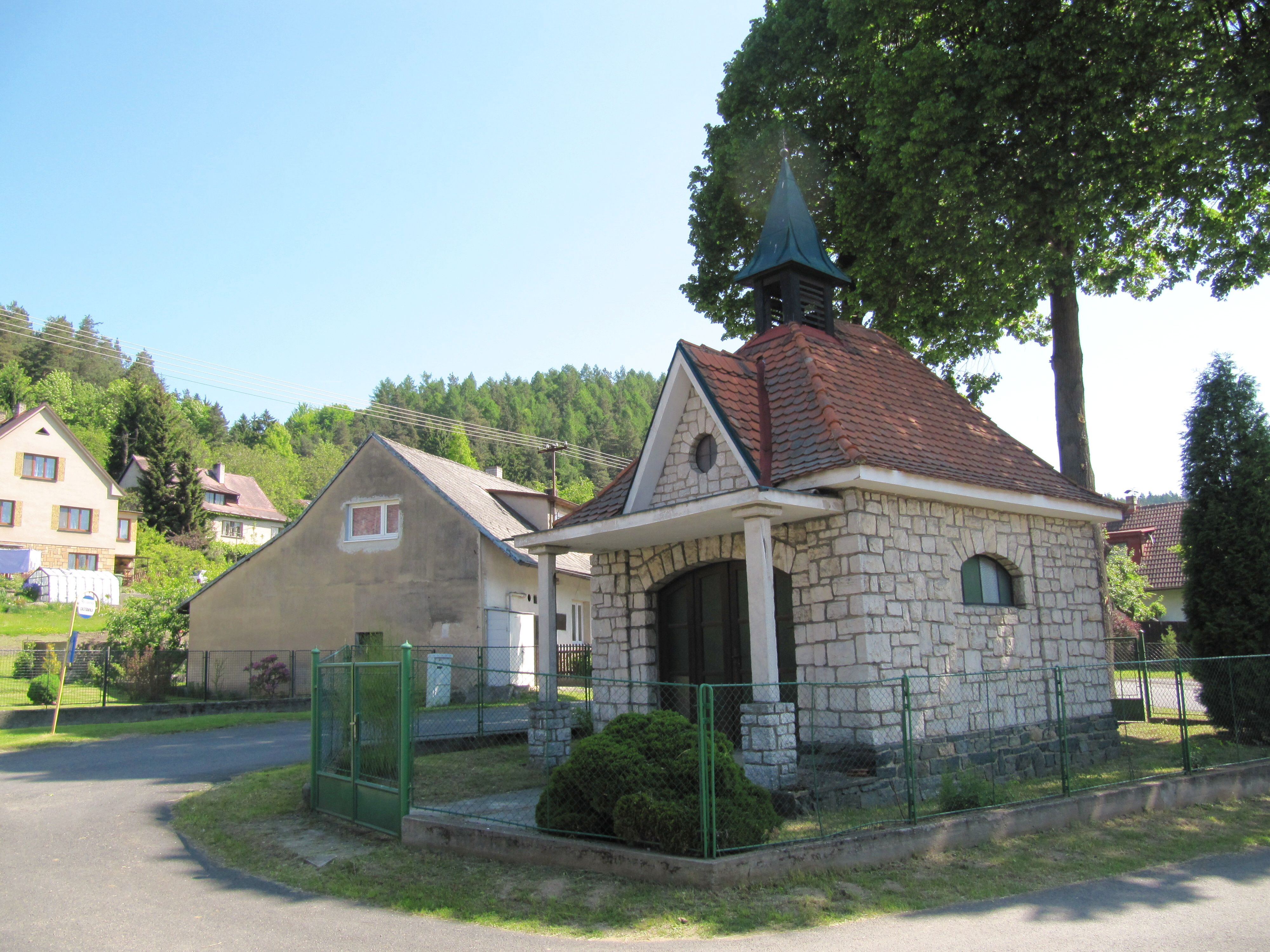
Kaple svaté Anny
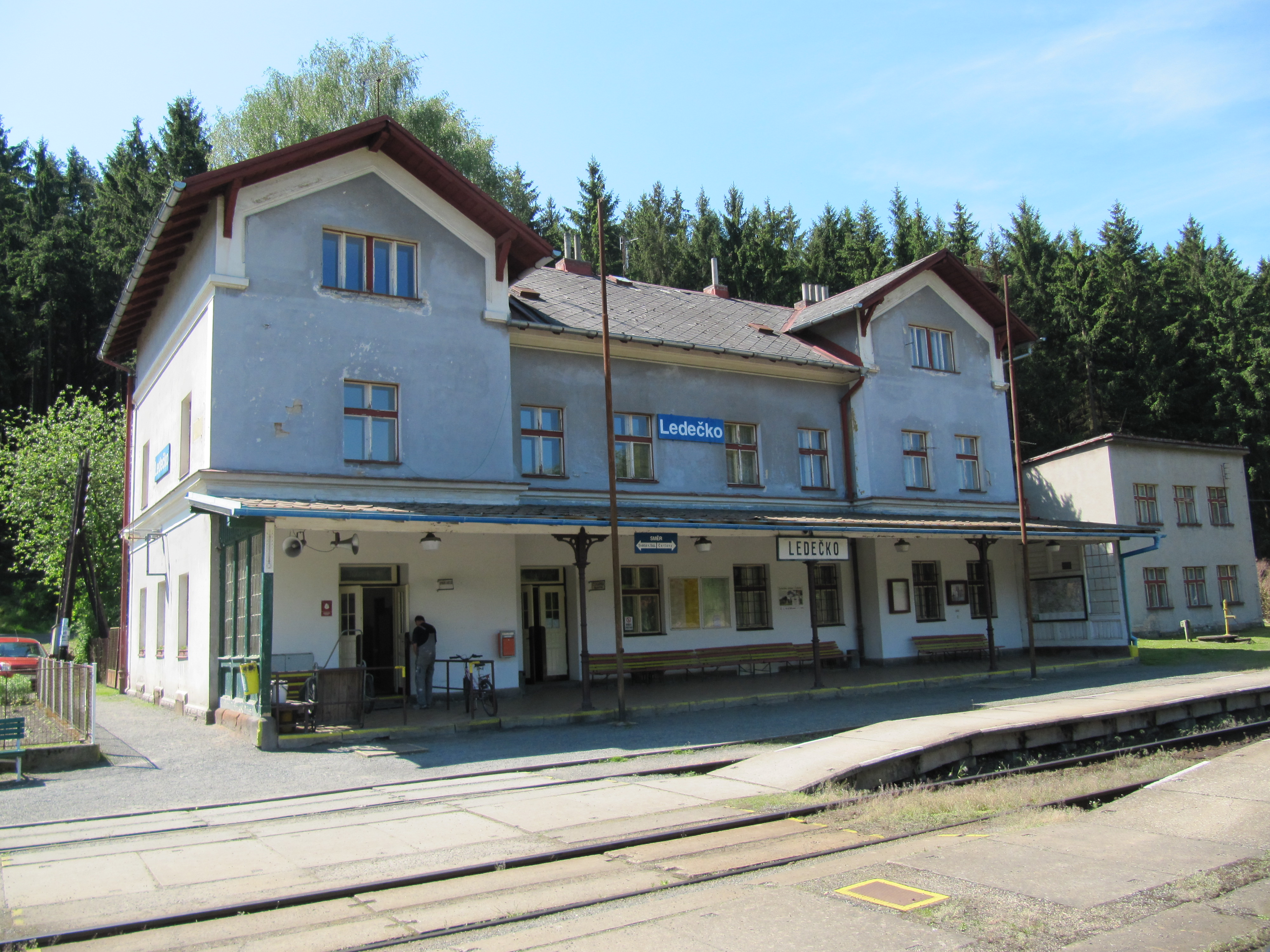
Nádraží
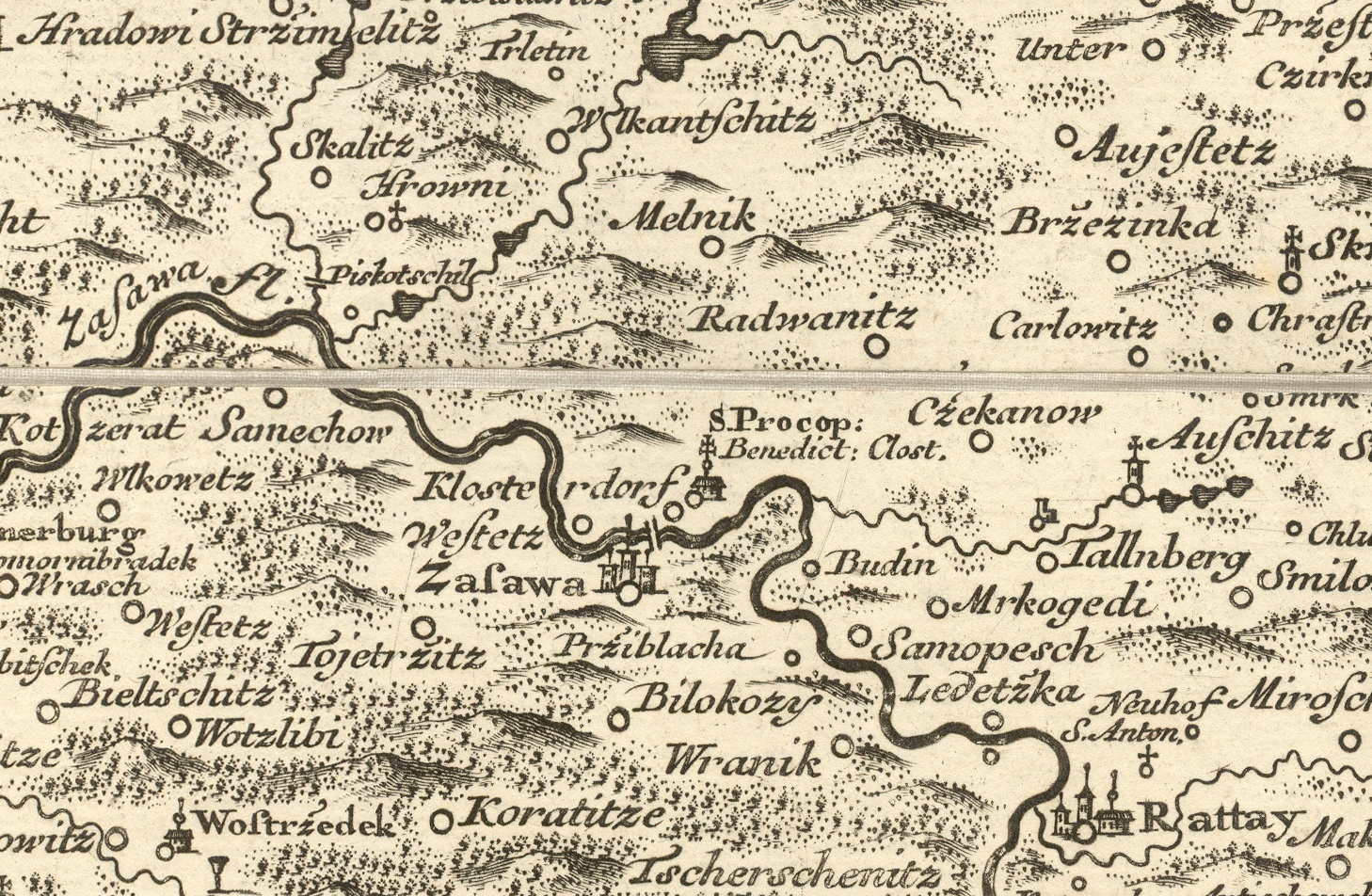
Mülerova mapa Ledečka a okolí